# ليو يوان
ليو يوان (مواليد 3 نوفمبر 1979) هو ملاكم صيني، مثّل بلاده في الألعاب الأولمبية الصيفية 2004.

## روابط خارجية
ليو يوان على موقع أوليمبيديا (الإنجليزية)